# Wari

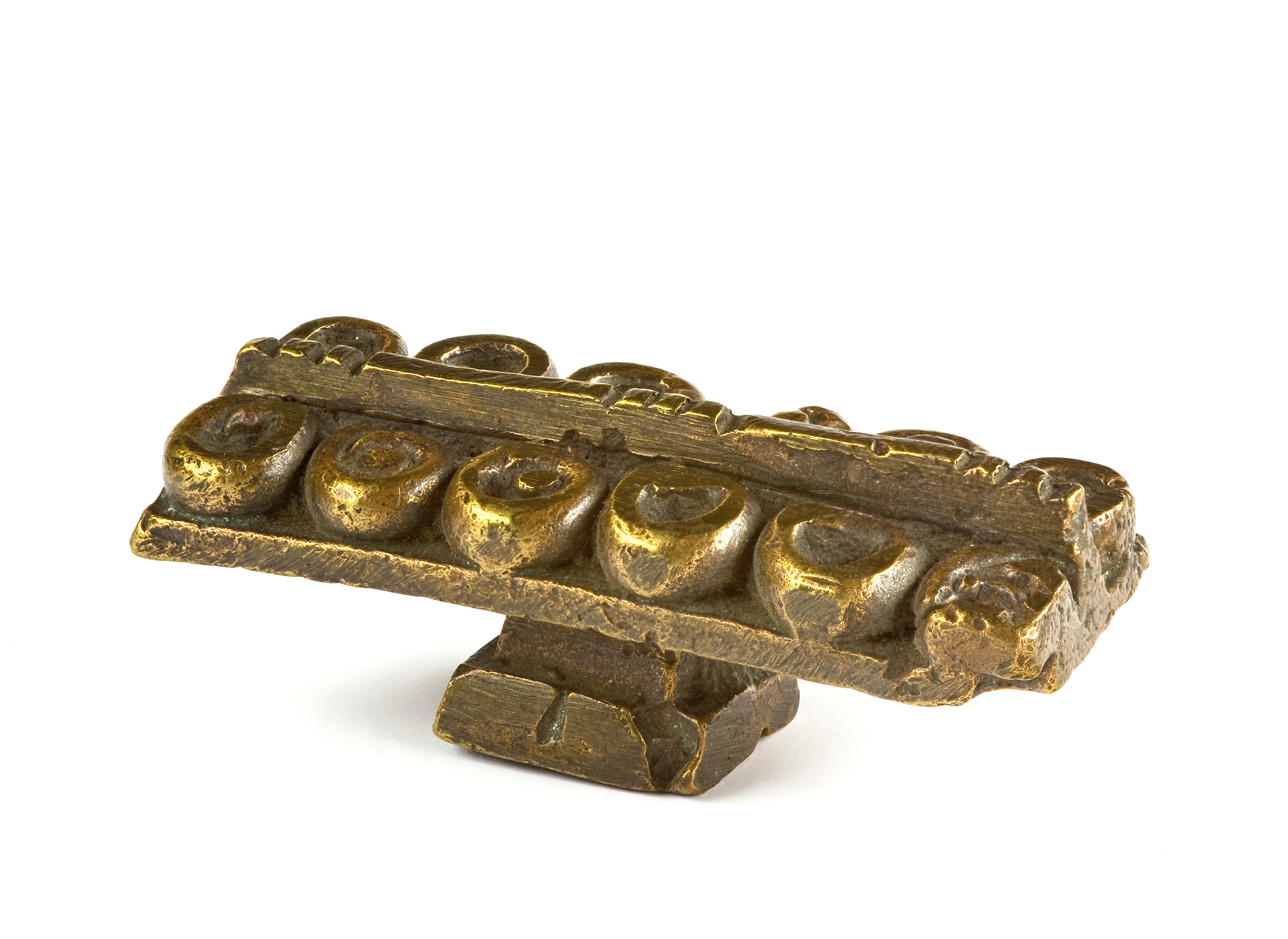
Wari Akan

Il wari è un gioco da tavolo astratto; appartiene alla famiglia dei mancala e ne rappresenta la variante più diffusa al mondo. Lo si gioca con le stesse regole in gran parte dell'Africa (Senegal, Gabon, Mali, Burkina Faso, Capo Verde, Nigeria, Ghana e così via) ma anche nei Caraibi (Antigua e Barbados). È noto con moltissimi nomi. Si chiama solitamente wari, owari o ayo in Nigeria, Niger e Ghana; Oware in lingua Akan; Weri presso il popolo dei Jopadhola in Uganda; Ouril a Capo Verde; Awele o Awélé nella Costa d'Avorio; altrove, ancora in Africa, è noto come Aualé, Ouri, Aware; si chiama Warri a Barbados e Awari nelle Antille. Numerosissime sono anche le varianti minori (vedi sotto lo Oware Grand Slam e il Cross-Wari). Molti altri mancala, seppure variando in modo più significativo, sono abbastanza evidentemente derivati dal Wari: alcuni esempi sono il Ba-awa, il Warri di Haiti, lo Hoyito di Santo Domingo e persino l'unico mancala che si possa considerare "tradizionale" in Europa, il Bohnenspiel.
Il wari è uno dei mancala più studiati e più giocati a livello agonistico: si tengono campionati di questo gioco a Barbados, in Ghana, in Nigeria, ma anche in Inghilterra, in Francia e in Catalogna.

## Regole
Le regole descritte in questa sezione descrivono la variante principale del wari, detta abapa, e sono quelle utilizzate nelle competizioni internazionali. Il tavoliere è composto da due file di sei case (buche), più due "granai" (buche di dimensioni maggiori) posti solitamente ai lati del tavoliere. Ogni giocatore controlla le case di una delle file, e un granaio, in cui deporrà i pezzi catturati all'avversario. Il granaio non ha nessun'altra funzione particolare, e non tutti i tavolieri lo forniscono. I pezzi sono detti semi (e la tradizione vuole che siano effettivamente semi, di solito di Caesalpinia Bonduc). Sono in numero di 48, indifferenziati.

### Situazione iniziale
All'inizio del gioco, 4 semi vengono posizionati in ciascuna delle case (non nei granai). Il primo turno spetta solitamente a chi ha vinto la partita precedente.

### Obiettivo del gioco
Scopo del gioco è catturare più semi dell'avversario. Poiché i semi sono in tutto 48, catturarne 25 è sufficiente per assicurarsi la vittoria. La partita può, ovviamente, finire in pareggio (24 a 24).

### La semina
Come in tutti i mancala, la mossa nel Wari consiste in una semina. Al proprio turno, il giocatore sceglie una delle sue case, ne estrae tutti i semi, e li distribuisce nelle case adiacenti, uno per casa, descrivendo un percorso antiorario. Per "antiorario" si intende che i pezzi vengono distribuiti inizialmente procedendo da sinistra a destra; raggiunta l'ultima casa di destra, la semina procede nella fila avversaria da destra a sinistra; e via dicendo. Non viene deposto alcun seme nella casa da cui i semi sono stati prelevati. Anche se la semina, descrivendo un giro completo del tabellone, dovesse raggiungere la casa di partenza, quest'ultima verrà saltata; questa viene chiamata "regola della dodicesima buca" (la casa di partenza sarebbe infatti la dodicesima casa toccata dalla semina).

### La cattura
Al termine della semina, se l'ultimo seme è stato deposto in una casa dell'avversario, e il totale dei semi presenti in quella casa dopo la semina ammonta a 2 o 3, tutti i semi nella casa vengono catturati e deposti nel granaio del giocatore che ha giocato. In questo caso, inoltre, si procede anche a verificare se il penultimo seme è stato deposto in una casa avversaria portando il numero di pezzi totali a 2 o 3, e, in caso positivo, anche quei pezzi sono catturati; e così via a ritroso.

### "Dar da mangiare"
Anche il Wari, come molti altri mancala, prevede la regola del dar da mangiare. L'idea generale è che non dovrebbero essere fatte mosse che impediscano all'avversario di continuare a giocare. Questo concetto viene realizzato con due regole specifiche.
- Se una mossa portasse alla cattura di tutti i semi avversari (evento indicato come grand slam), essa rimane valida, ma non viene catturato nessun seme.
- Se le case dell'avversario sono tutte vuote, il giocatore di turno deve (se possibile) eseguire una mossa che lo porti a deporre almeno un seme nelle case avversarie. Se questo non è possibile, il giocatore di turno cattura tutti i pezzi rimasti e la partita termina.

### Stallo
Se si verifica una situazione di stallo (ovvero si entra in un circolo infinito di mosse ripetute), i semi restanti vengono divisi in parti uguali fra i giocatori; se sono dispari, il seme in eccesso viene dato al giocatore in vantaggio.

## Varianti

### Lo OwareGrand Slam
Questa variante rende lecita l'operazione di grand slam, ovvero la cattura di tutti i semi avversari in una singola mossa. Poiché il grand slam lascia l'avversario in condizione di non poter muovere, il giocatore che ha eseguito il grand slam cattura anche tutti i semi rimanenti e la partita termina.

### Il Cross-Wari
Il Cross-Wari è un mancala moderno inventato dallo statunitense W. Dan Troyka nel 2001, secondo lo stesso principio adottato per il Cross-Kalah (analoga variante del Kalah, sempre introdotta da Troyka). Le uniche due differenze rispetto alle regole del Wari sono:
- le semine che partono da buche che contengono un numero dispari di pezzi procedono in senso orario, quelle che partono da buche con un numero pari di pezzi procedono in senso antiorario;
- i pezzi rimasti sul tavoliere quando il gioco termina non sono catturati da nessuno.

## Analisi del wari
Nel 2002, due scienziati olandesi dimostrarono di aver trovato un algoritmo per computer che risolveva il gioco dell'awari (ovvero una strategia che conduce invariabilmente alla vittoria o, nel caso entrambi i giocatori la applichino, al pareggio), relativamente alla versione grand slam ().
Una trattazione abbastanza completa degli aspetti strategici del wari, How to Play Warri di David Chamberlin, è disponibile in rete (anche in formato ePub).